# Takt
 Ovo je glavno značenje pojma Takt. Za druga značenja pogledajte Takt (razdvojba).
Takt je metrična jedinica u glazbi. Služi kao osnovni okvir za stvarnu glazbu. Ukazuje na ritam pjesme, promjene u ritmu i naglascima, itd.
Sastav mjere stavlja se na početak skladbe ili ulomka u obliku razlomka koji predstavlja trajanje u odnosu na cijelu notu, tj. brojnik označava broj doba, a nazivnik trajanje jedne dobe. Na primjer, takt 3/4 ima 3 dobe, a 4 je notna vrijednost (trajanje četvrtinke note; note u pojedinom taktu ne moraju biti četvrtinke, može biti zbroj trajanja drugih nota i pauza, npr. polovinka note s točkom ili dvije četvrtinke i dvije osminke). Taktovi su u notnom zapisu međusobno odijeljeni okomitim taktnim crtama, što pomaže snalaženju u partituri.